# Dwór w Bolesławiu
Dwór w Bolesławiu – dwór znajdujący się w województwie małopolskim, w powiecie olkuskim, w gminie Bolesław, we wsi Bolesław. Obiekt wpisany został do rejestru zabytków nieruchomych województwa małopolskiego.
Dwór to dawna oficyna niezachowanego do dziś XVII w. pałacu. Adaptacja budynku nastąpiła w poł. XIX wieku. W lipcu 1787 na zaproszenie ówczesnego właściciela, posła oraz członka Komisji Kruszcowej – Aleksandra Romiszowskiego, przebywał w nim król Stanisław August Poniatowski. Od poł. XIX w. dwór był siedzibą dyrekcji miejscowej kopalni należącej do Towarzystwa Akcyjnego Kopalń i Zakładów Hutniczych Sosnowieckich. Po 1945 mieściły się w nim różne urzędy i instytucje. W latach 2004–2008 przeprowadzono generalny remont obiektu. Obecnie mieści się w nim Centrum Kultury im. Marii Płonowskiej w Bolesławiu, obiekt jest dostępny dla zwiedzających.